# W Square
22°16′41″N 114°10′42″E / 22.27817°N 114.17838°E

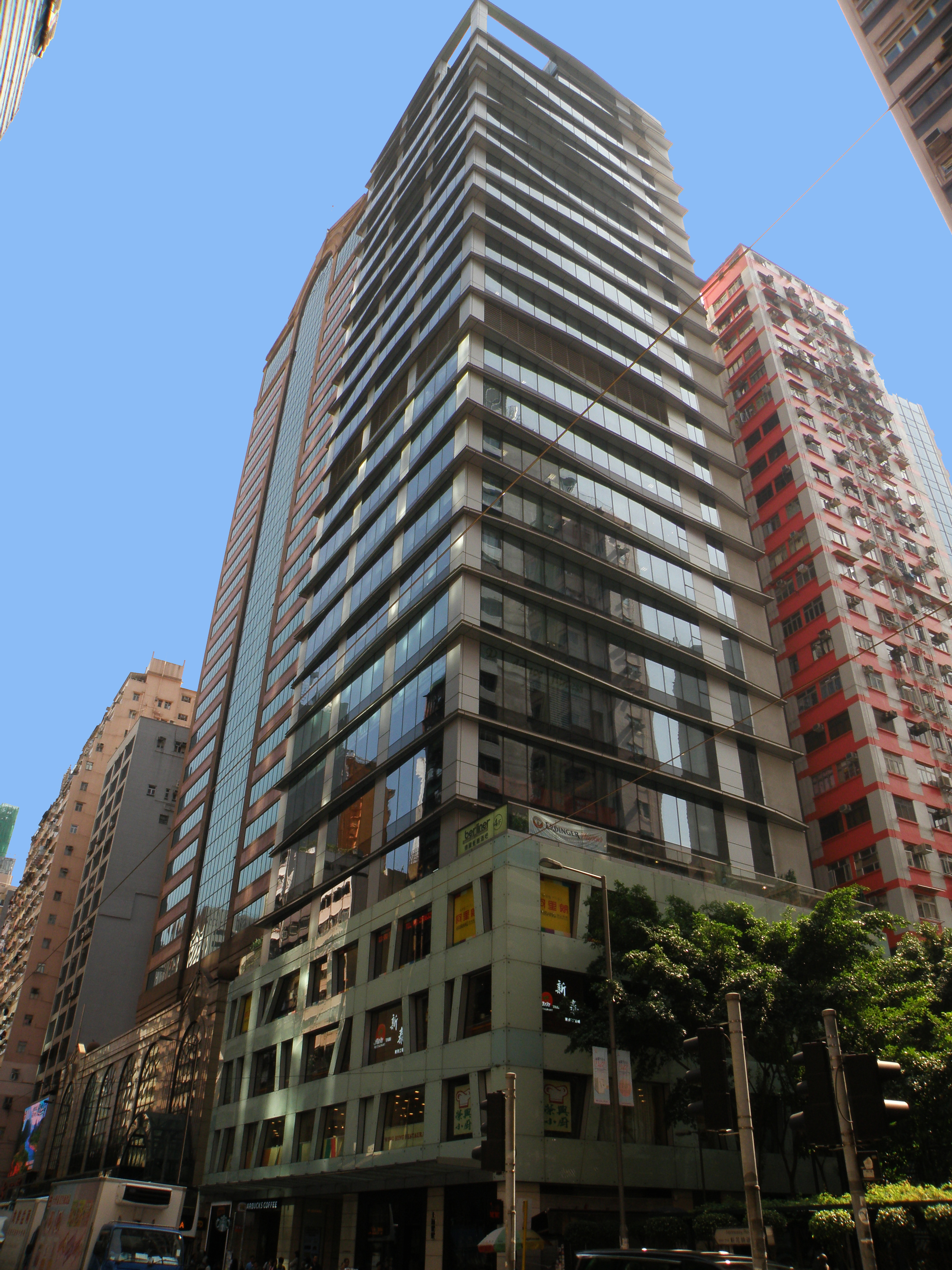
W Square

W Square是香港灣仔軒尼詩道的一幢商場甲級寫字樓，毗鄰集成中心。W Square前身為東亞銀行灣仔大廈，1978年落成，在2002年前曾是東亞銀行的主要辦公大樓，因為業主易手，及外牆裝修改形象而正式易名為W Square。現在由香港上市公司永泰地產（港交所：0369）、富聯國際集團、南聯地產控股等財團買入，改裝作為投資物業。W Square基座7層租客包括留家廚房、星巴克，阿里朗韓國餐廳  我愛慢煮及大家樂（已結業）等。
2018年2月，永倫集團以28.488億港元向永泰地產購入W Square全幢，改名永倫立方。

## 鄰近
- 杜老誌道
- 中國人壽大廈
- 北海中心
- 灣仔道

## 圖集

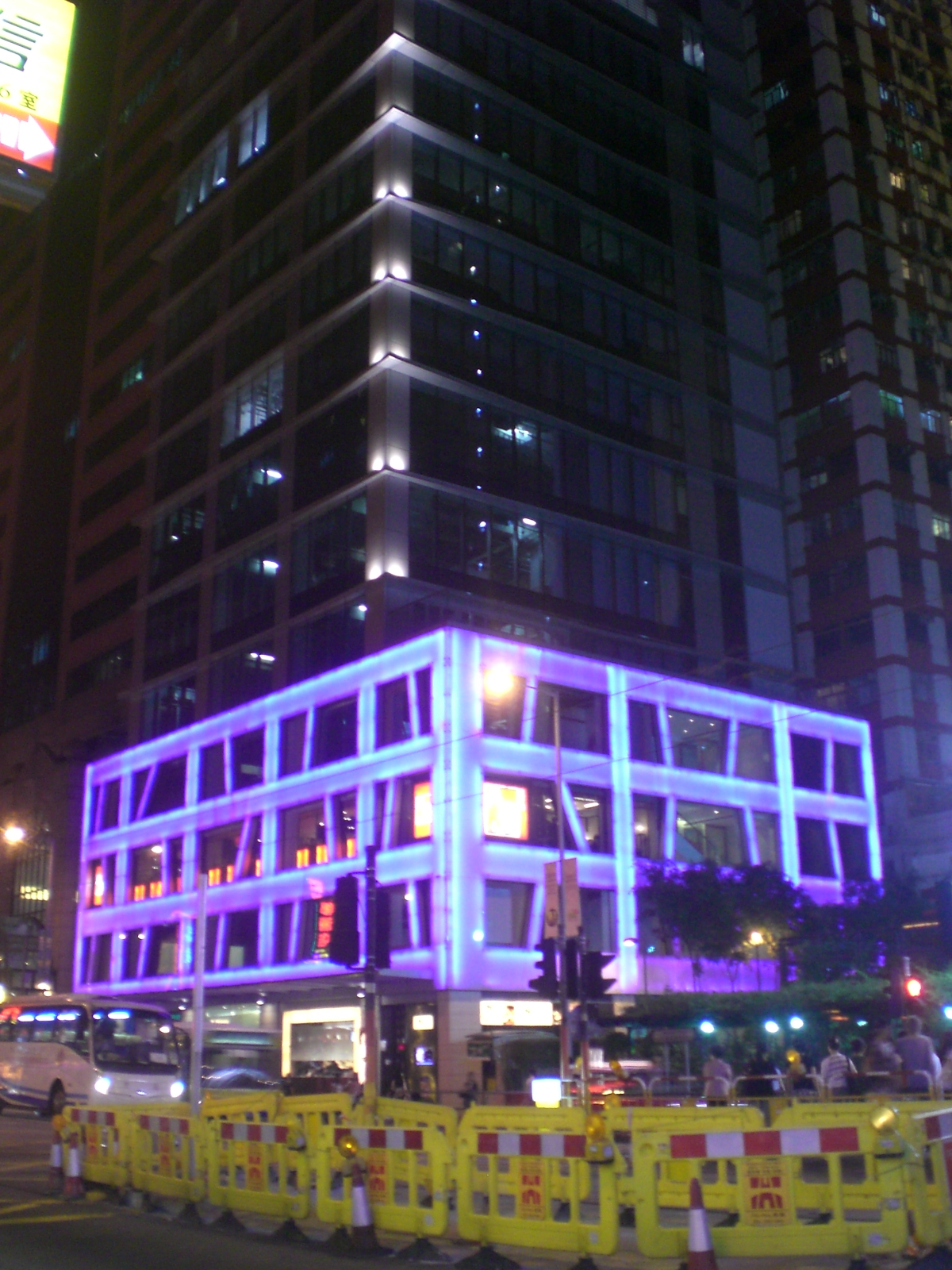
大廈夜景
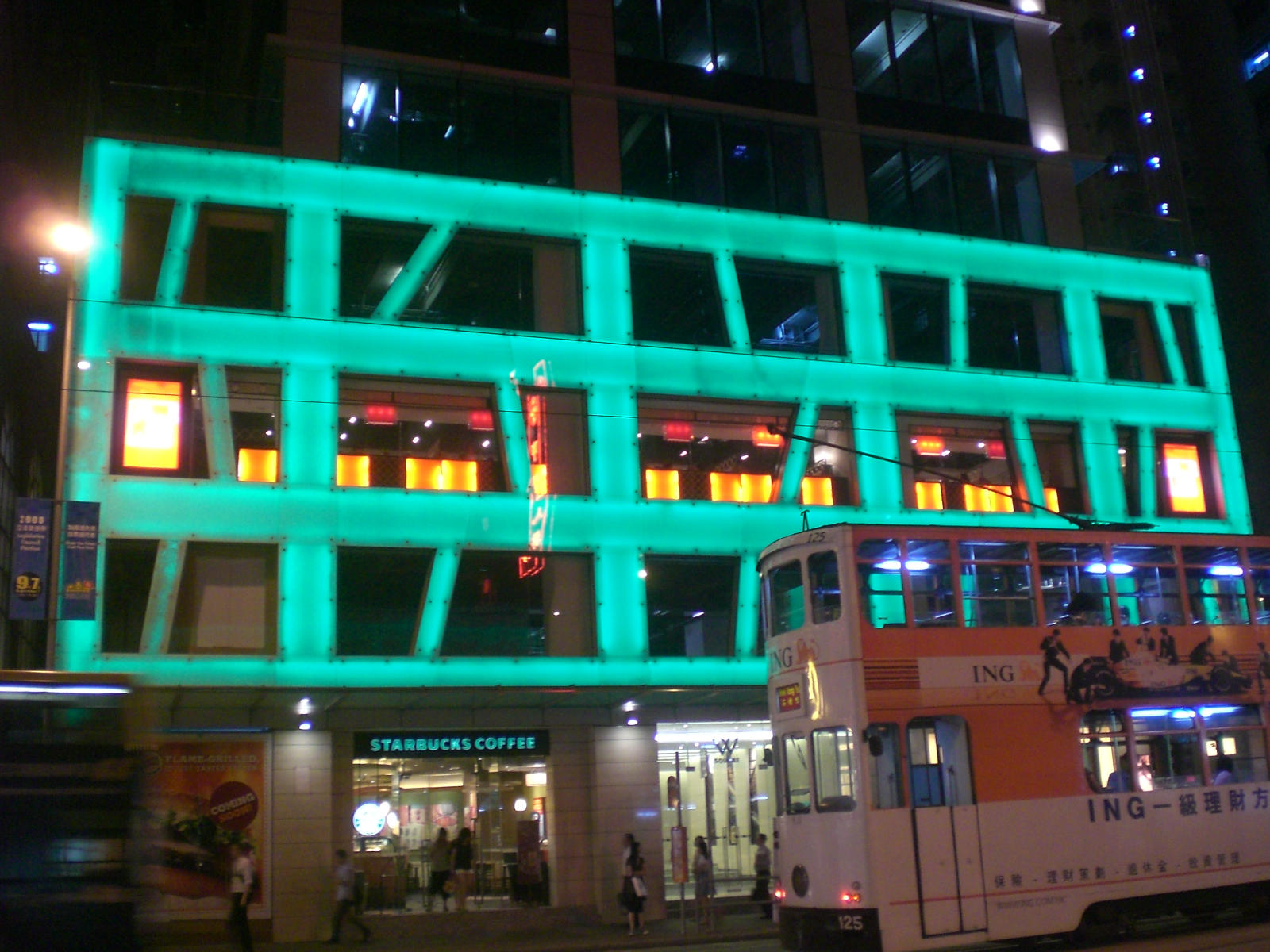
商場夜景

## 外部連結
- W Square官方網站
- 富聯國際企業拓展總監李簡鳳玲介紹 W Square Archive.today的存檔，存档日期2013-04-28
- 富聯國際集團報告W Square之修繕工程
- 開飯網: 美心食品 - 八喜 8 Happiness （页面存档备份，存于）